# Simone Icardi
Simone Icardi (sinh ngày 13 tháng 9 năm 1996) là cầu thủ bóng đá người Ý. Anh ta hiện đang thi đấu ở vị trí tiền vệ cho câu lạc bộ Feralpisalò tại Serie C bảng A, cho mượn từ Cittadella.

## Sự nghiệp thi đấu
Anh ta ra mắt cho Lupa Castelli Romani vào ngày 6 tháng 9 năm 2015 trong một trận đấu thuộc khuôn khổ Serie C gặp Ischia.
Ngày 17 tháng 1 năm 2020, anh ta gia nhập câu lạc bộ Siena theo dạng cho mượn.
Vào ngày 19 tháng 9 năm 2020, anh ta ký bản hợp đồng kéo dài 2 năm với Casertana.
Ngày 10 tháng 8 năm 2021, anh ta chuyển tới câu lạc bộ Cittadella ở Serie B.
Tuy nhiên, vào ngày 1 tháng 9 năm 2022, Icardi bị đem cho mượn tại câu lạc bộ Feralpisalò.